# 1999年4月逝世人物列表
1999年逝世人物列表：1月 - 2月 - 3月 - 4月 - 5月 - 6月 - 7月 - 8月 - 9月 - 10月 - 11月 - 12月
1999年4月逝世人物列表，是用于汇总1999年4月期间逝世人物的列表

## 依日期排序

### 1日
- 埃利斯·亞納爾·貝瑞（Ellis Yarnal Berry），96歲，美國律師、報紙出版商和政治家。
- 格拉迪斯·哈斯蒂·卡羅爾（Gladys Hasty Carroll），94歲，美國小說家。[1]
- 雷切爾·斯科特（Rachel Scott），17歲，哥倫拜恩大學的學生。
- 斯蒂佩·德利奇，73歲，克羅埃西亞電影導演。
- 托尼·弗拉斯卡（Tony Frasca），71歲，美國冰球運動員和教練，胃癌。[2]
- 阿爾弗雷德·揚（Alfred Jahn），83歲，波蘭地理學家、地貌學家和極地探險家。
- 持永只仁，80歲，日本定格動畫師。
- 布魯斯·菲力浦森，40歲，美國背景畫家。
- Madhurantakam Rajaram，68歲，印度作家。
- George Rapée，83歲，美國橋牌選手。[3]
- 威爾遜·賴爾斯，81歲，美國教育家和政治家。
- Jesse Stone，97歲，美國R&B音樂家和詞曲作者。[4]

### 2日
- 黎錦明，中國五四時期作家。
- 安德魯·加德納，66歲，英國新聞播音員，心臟病發作而死。[5]
- 胡利奧·阿爾貝托·埃爾南德斯，98歲，多明尼加作曲家和鋼琴家。
- Sophie Lihau-Kanza，59歲，剛果政治家和社會學家，心臟驟停而死。
- 查理·米切爾，78歲，美國橄欖球運動員。
- 約瑟普·波庫佩克，85歲，南斯拉夫奧運自行車運動員。[6]

### 3日
- 萊昂內爾·巴特，68歲，英國音樂作家、作曲家和作詞家（奧利弗！，活娃娃），死於癌症。[7]
- 約翰·B·戴利，69歲，美國政治家。
- 赫爾曼·福斯特，70歲，美國bebop爵士鋼琴家。[8]
- Traian Iordache，87歲，羅馬尼亞足球運動員和教練。[9]
- 伊芙琳·蘭巴特，84歲，加拿大動畫師和導演。
- Aldona Nenėnienė，49歲，蘇聯/立陶宛手球運動員，奧運冠軍。[10]
- 傑弗里·沃爾什，89歲，加拿大將軍。

### 4日
- 曼努埃爾·貝爾納多·阿吉雷，90歲，墨西哥政治家。
- 卡爾·巴魯夫卡，77歲，德國足球運動員。[11]
- Faith Domergue，74歲，美國女演員，死於癌症。[12]
- Jumabek Ibraimov，55歲，吉爾吉斯政治家，死於胃癌。
- 威恩·伊萬諾維奇，85歲，南斯拉夫裔英國運動員，政治活動家，外交官和作家。[13]
- 露西爾·洛特爾，98歲，美國女演員、藝術總監和戲劇製片人。[14]
- 弗蘭克·查理斯·麥基，73歲，加拿大商人和政治家。
- 弗拉基米尔·奥尔洛夫，77歲，蘇聯政治家。
- 鮑勃·派克，53歲，英國演員，癌症。[15]
- 埃裡克·拉姆齊，82歲，澳大利亞政治家。
- Ambroise Roux，77歲，法國商人和政治顧問，心臟病發作而死。[16]
- 厄里·溫恩，79歲，美國棒球運動員，美國職業棒球大聯盟名人堂成員。[17]

### 5日
- 保羅·大衛，79歲，加拿大心臟病專家和政治家。
- 奧列克西·德米揚紐克（Oleksiy Demyanyuk），40歲，蘇聯跳高運動員和奧運選手。[18]
- 朱利奧·埃諾迪（Giulio Einaudi），87歲，義大利圖書出版商。[19]
- 切斯特·E·麥卡蒂，93歲，美國軍官，美國空軍飛行員。[20]
- 約翰·懷爾斯，73歲，南非小說家、電視編劇和製片人（神秘博士）。

### 6日
- Hienadz Karpienka，49歲，白俄羅斯科學家和政治家，反對總統亞歷山大·盧卡申科，死於中風。
- 羅伯特·琳賽（Robert D. Lindsay），79歲，加拿大政治家。
- Red Norvo，91歲，美國爵士音樂家，人稱“搖擺先生”。[21]
- 威廉·普萊斯（William Pleeth），83歲，英國大提琴家。
- 安格斯·埃利斯·泰勒，87歲，美國數學家和學者。[22]

### 7日
- 伊萬·迪維什，74歲，捷克詩人和散文家，摔倒。[23]
- 海因茨·萊曼，87歲，德國出生的加拿大精神病學家，被稱為“現代精神藥理學之父”。[24]
- 安格斯·帕頓，93歲，英國土木工程師。[25]
- Bob Tough，78歲，美國籃球運動員。[26]

### 8日
- Pipaluk Freuchen，81歲，丹麥-格陵蘭-瑞典作家。[27]
- 維克·費舍爾，74歲，澳大利亞足球運動員。
- 路易士·卡斯特羅·萊瓦，56歲，委內瑞拉學者、作家和專欄作家，死於腦出血。[28]
- 弗里茨·泰格特邁爾，81歲，二戰期間德國空軍飛行王牌。

### 9日
- 喬治·西德尼·畢曉普，85歲，英國公務員和商人。
- 克萊·布萊恩特，87歲，美國職業棒球大聯盟球員。[29]
- 伯特·菲爾曼，93歲，英國樂隊領隊。
- 勞爾·席爾瓦·恩里克斯，91歲，智利天主教會主教。[30]
- 傑羅德·霍夫伯格，80歲，美國商人。[31]
- 馬塞爾·利豪，67歲，剛果政治家、法學家和法學教授。
- Mary Lutyens，90歲，英國作家。[32]
- 易卜拉欣·巴雷·麦纳萨拉，49歲，尼日爾軍官，被謀殺。[33]
- 阿爾伯特·波普威爾，72歲，美國演員，心臟直視手術后的併發症。[34]

### 10日
- John Ngu Foncha，82歲，喀麥隆政治家。
- Heinz Fraenkel-Conrat，88歲，波蘭裔美國生物化學家，死於肺衰竭。[35]
- 查理斯·格林，85歲，二戰期間南非-英國皇家空軍戰鬥機飛行員，雪橇奧運獎牌得主。
- 布朗尼·瑪麗，76歲，美國醫用大麻權利活動家，心臟病發作而死。[36]
- 詹姆斯·麥考利，61歲，蘇格蘭裔美國語言學家。[37]
- Tu'i Pelehake，77歲，湯加王室和政治家，總理。
- Thakazhi Sivasankara Pillai，86歲，印度小說家和短篇小說作家。[38]
- Jean Vander Pyl，79歲，美國配音演員，肺癌。[39]
- 阿裡·薩亞德·設拉子，54歲，伊朗軍官，遇刺身亡。
- 桑顿·威尔逊，78歲，波音公司美國董事長兼首席執行官。[40]

### 11日
- 威廉·H·阿姆斯壯，87歲，美國兒童作家。[41]
- 湯姆·貝恩，85歲，美國政治家。[42]
- 彼特·米爾恩，74歲，美國棒球運動員。[43]
- 阿吉姆·拉馬達尼（Agim Ramadani），35歲，科索沃解放軍科索沃阿族指揮官，在行動中喪生。
- 斯拉夫科·庫魯維亞（Slavko Ćuruvija），49歲，塞爾維亞記者和報紙出版商，被謀殺。

### 12日
- 里卡多·巴雷羅，49歲，阿根廷漫畫作家，死於食道癌。
- 何塞·法蘭西斯科·德·莫賴斯，49歲，巴西足球運動員。
- 艾倫·埃文斯，49歲，威爾士飛鏢運動員。[44]
- 雨果·費爾南多，86歲，斯裡蘭卡演員和作曲家。
- Carlos Jaschek，73歲，德國-阿根廷天體物理學家。[45]
- 馬里恩·阿爾伯特·普魯特，49歲，美國狂歡殺手，通過注射死刑。
- Boxcar Willie，67歲，美國鄉村音樂創作歌手，死於白血病。[46]
- 拉傑庫瑪，80歲，卡納達語電影演員，

### 13日
- 伊迪絲·安德森，83歲，美國記者、作家和翻譯家。[47]
- 詹姆斯·M·克拉克，81歲，美國農民和政治家。
- 克努特·豪格，87歲，挪威作家。[48]
- 清川正二，86歲，日本體育管理員，奧運獎牌得主，死於胰腺癌。[49]
- 唐·麥奎爾（Don McGuire），80歲，美國演員、導演、編劇和製片人。
- 沃爾特·穆勒（Walter H. Moeller），89歲，美國政治家。
- 謝赫·欽納·穆拉納（Sheik Chinna Moulana），74歲，印度納達斯瓦拉姆球員。
- Ortvin Sarapu，75歲，愛沙尼亞-紐西蘭棋手。
- 威利·斯托夫，84歲，東德政治家。[50]
- Visakha Wijeyeratne，64歲，斯裡蘭卡畫家、雕塑家、作家和社會工作者。

### 14日
- 艾倫·科比（Ellen Corby），87歲，美國女演員（《沃爾頓一家》，《眩暈》，《謝恩》，艾美獎得主（1973年），中風。[51]
- 安東尼·紐利（Anthony Newley），67歲，英國創作歌手和演員，腎癌。[52]
- 羅伯特·薩克斯（Robert G. Sachs），82歲，美國理論物理學家。[53]
- 奧布里·申克（Aubrey Schenck），90歲，美國電影製片人。
- 布里吉特·斯泰登，50歲，德國羽毛球運動員和奧運選手。[54]
- 維爾納·斯圖姆（Werner Stumm），74歲，瑞士化學家。[55]
- 尼古拉·特魯薩迪（Nicola Trussardi），56歲，義大利時裝設計師，車禍。[56]
- 比爾·溫德爾（Bill Wendell），75歲，美國電視播音員，癌症併發症。[57]

### 15日
- 舒巷城，78歲，香港作家。
- 赫爾曼·比切勒，81歲，德國政治家，聯邦議院議員。
- 喬宏，72歲，英國香港時代華裔演員，心力衰竭而死。[58]
- 亞倫·埃斯特森，75歲，英國精神病學家。[59]
- K. R. Srinivasa Iyengar，90歲，印度英語作家。
- F·伯頓·鐘斯，88歲，美國數學家。[60]
- Harvey Postlethwaite，55歲，英國一級方程式車隊技術總監，心臟病發作而死。

### 16日
- 別當薰，78歲，日本棒球運動員。[61]
- 雷吉斯·科迪克（Regis Cordic），72歲，美國電臺名人和演員。
- 文森特·J·德萊（Vincent J. Dellay），91歲，美國政治家。
- 奧斯蒙德·法雷莫（Osmund Faremo），77歲，挪威政治家。
- 魯迪·費爾（Rudi Fehr），87歲，德國出生的美國電影剪輯師（《Dial M for Murder》《Prizzi's Honor》《Key Largo》），心臟病發作。[62]
- 佐伊·隆德（Zoë Lund），37歲，美國音樂家、模特、女演員、製片人和編劇，海洛因誘發的心力衰竭。[63]
- 查理斯·麥金森（Charles McKimson），84歲，美國動畫師。[64]
- 阿博特·勞倫斯·帕蒂森（Abbott Lawrence Pattison），82歲，美國雕塑家和抽象藝術家。
- Karl Schefold，94歲，瑞士考古學家。
- 斯基普·斯賓塞（Skip Spence），52歲，美國創作歌手（傑斐遜飛機，白鯨葡萄），肺癌。[65]
- 瑪格麗特·泰特（Margaret Tait），80歲，蘇格蘭電影製片人和詩人。[66]
- 戈登·沃森（Gordon Watson），78歲，澳大利亞古典鋼琴家。

### 17日
- 朱利安·科爾，74歲，美國數學家。[67]
- 艾哈邁德·穆罕默德·易卜拉欣，82歲，新加坡律師和法學教授。
- 喬治·米茲，94歲，瑞士體操運動員，死於腦血管疾病。[68]
- 理查·內格裡，71歲，英國戲劇導演和設計師。[69]
- Nicky Virachkul，50歲，美國飛鏢運動員，死於癌症。

### 18日
- 艾倫·布拉澤（Alan Brazier），74歲，英國板球運動員。[70]
- 維森特·埃斯克里瓦，85歲，西班牙電影導演、製片人和編劇。[71]
- 叶飞，84歲，菲律賓華人將軍和政治家。
- 恩里克·霍爾馬扎巴爾，68歲，智利足球運動員。
- 羅伯特·歐文，51歲，英國橄欖球運動員，心臟病發作而死。
- Gert Jeschonnek，86歲，德國海軍軍官。[72]
- 三岸節子，94歲，日本陽賀畫家。
- Herman Miller，79歲，美國電影編劇和製片人。[73]
- 吉安-卡洛·羅塔（Gian-Carlo Rota），66歲，義大利裔美國數學家和哲學家。[74]
- 拉古比爾·辛格（Raghubir Singh），56歲，印度攝影師，心臟病發作。[75]

### 19日
- 斯坦利·T·亞當斯，76歲，美國陸軍軍官，死於阿爾茨海默病。[76]
- Hermine Braunsteiner，79歲，德國納粹集中營警衛。[77]
- 瑪格麗特·坎貝爾，86歲，加拿大安大略省政治家。
- 弗洛拉·卡拉貝拉，73歲，義大利女演員，死於骨癌。
- 謝伊·戈爾曼，76歲，愛爾蘭演員。
- 海倫·倫德伯格，90歲，美國畫家，死於肺炎。[78]
- 亞瑟·莫頓，84歲，美式橄欖球運動員和教練。
- 谷洋子，70歲，日本女演員和夜總會藝人，死於癌症。

### 20日
- Flash Hollett，88歲，加拿大冰球運動員。[79]
- 詹姆斯·卡倫·馬丁，71歲，美國化學家。
- 雷金納德·奧布萊恩，73歲，澳大利亞政治家。
- 尼科斯·里佐斯，74歲，希臘演員，水腫，心臟病發作而死。
- 伯莎貝·德·羅斯柴爾德，84歲，法國慈善家，羅斯柴爾德家族成員。[80]
- 里克·魯德（Rick Rude），40歲，職業摔跤手，意外服藥過量後心力衰竭。[81]
- 溫塞斯，103歲，西班牙口技師。[82]
- Charles E. Whittingham，86歲，美國賽馬訓練師。[83]
- 在科倫拜校園事件中喪生的學生：[84][85]
  - 卡西·伯納爾（Cassie Bernall），17歲，受害者。
  - 埃里克·哈里斯（Eric Harris），18歲，肇事者。
  - 迪倫·克萊伯德（Dylan Klebold），17歲，肇事者。
  - 雷切爾·斯科特（Rachel Scott），17歲，受害者。

### 21日
- 蒂姆·福斯特，65歲，英國賽馬訓練師。
- 菲力浦·奧蒙迪，42歲，烏干達足球運動員和經理。[86]
- 拉爾夫·珀克，85歲，美國政治家。[87]
- 查理斯·羅傑斯，94歲，美國演員和爵士音樂家。[88]
- Mandayani Jeersannidhi Thirumalachar，84歲，印度真菌學家，微生物學家和植物病理學家。
- Liz Tilberis，51歲，英國時尚雜誌編輯，死於卵巢癌。[89]
- 苏雪林，102歲，中國作家、學者。

### 22日
- 艾達·阿納克·阿貢·格德·阿貢，77歲，印尼政治家。
- 比爾·鮑恩（Bill Bowen），70歲，美國政治家。
- 約瑟夫·德格拉夫特-詹森（Joseph W.S. deGraft-Johnson），65歲，迦納工程師、學者和政治家。
- 穆尼爾·艾哈邁德·汗（Munir Ahmad Khan），72歲，巴基斯坦核工程師和物理學家，心臟手術后併發症。[90]
- 讓-克勞德·莫利納里（Jean-Claude Molinari），67歲，法國網球運動員。[91]
- 阿波斯托洛斯·尼古拉迪斯（Apostolos Nikolaidis），60歲，希臘歌手，癌症。
- 伯特·雷姆森（Bert Remsen），74歲，美國演員（McCabe & Mrs. Miller，納什維爾，It's a Living）。[92]
- Z. A. Suleri，巴基斯坦政治記者、作家和活動家，心力衰竭。
- 安妮·蘇米加爾斯基（Anne Szumigalski），77歲，加拿大詩人。

### 23日
- 瑪麗亞·安格爾斯·安格拉達，69歲，加泰羅尼亞詩人和小說家。[93]
- 達娜·柴爾茲（Dana Childs），76歲，美國政治家、律師和法學家，心臟病發作。
- 梅爾巴·利斯頓（Melba Liston），73歲，美國爵士長號手、編曲家和作曲家。[94]
- 亞歷山大·普羅科菲耶維奇·瑪律凱維奇，94歲，烏克蘭動物學家、蠕蟲學家和橈足學家。
- 图利奥·潘多尔菲尼，84歲，義大利水球運動員和奧運冠軍。[95]
- 弗朗西斯·佩蒂約翰，94歲，美國地質學家。
- M. V. Rajamma，78歲，印度女演員、歌手和電影製片人。
- 羅傑·里奧，86歲，法國足球運動員。
- 菲力浦·斯特拉特福德，71歲，加拿大翻譯家、教授和詩人。
- 塞爾索·托雷利奧，65歲，玻利維亞軍事將領，軍政府成員。

### 24日
- Nanabhai Bhatt，83歲，印度寶萊塢電影導演和製片人，心力衰竭而死。
- 亞瑟·博伊德，78歲，澳大利亞畫家。[96]
- 雷·埃文斯，76歲，美式橄欖球運動員。[97]
- 唐·諾蘭德（Don Nolander），77歲，美國橄欖球運動員。[98]
- 查理斯·羅斯丹（Charles Rostaing），94歲，法國語言學家。[99]
- 唐·斯科菲爾德，澳大利亞橄欖球運動員。

### 25日
- 羅曼·赫魯斯卡，94歲，美國政治家，死於髖部骨折后出現併發症。[100]
- 魯珀特·朗斯代爾，93歲，二戰期間的英國潛艇指揮官和戰俘。[101]
- 迈克尔·莫里斯·基拉宁，84歲，愛爾蘭記者、作家和奧運官員。[102]
- 威廉·麥克雷（William McCrea），94歲，英國天文學家和數學家。
- 瑪律蒂·西莫約基（Martti Simojoki），90歲，芬蘭大主教。
- 羅傑·特勞特曼，47歲，美國音樂家，自相殘殺，fusillade。[103]
- Michi Weglyn，72歲，美國作家。[104]

### 26日
- 曼·莫汉·阿迪卡里（Man Mohan Adhikari），78歲，尼泊爾第31任總理。[105]
- 阿德里安·博蘭德（Adrian Borland），41歲，英國歌手（The Sound），自殺。[106]
- 吉爾·丹多（Jill Dando），37歲，英國記者和電視節目主持人（Crimewatch），被槍殺。[107]
- Trilicia Gunawardena，65歲，斯裡蘭卡女演員和歌手。
- Faye Throneberry，67歲，美國棒球運動員。[108]

### 27日
- Arbit Blatas，90歲，立陶宛藝術家和雕塑家。[109]
- 多米尼克·L·迪卡洛，71歲，美國律師和政治家，心臟病發作而死。
- Al Hirt，76歲，美國小號手和樂隊領隊，肝功能衰竭。[110]
- 彼得·傑克遜，87歲，英國板球運動員。[111]
- 帕維爾·克魯桑采夫，89歲，俄羅斯攝影師、電影導演、製片人、編劇和作家。
- 罗夫·兰道尔（Rolf Landauer），72歲，德國出生的美國物理學家，腦癌。[112]
- 贺绿汀，95歲，中國作曲家。
- 安東尼奧·梅拉約，89歲，阿根廷電影攝影師。
- 瑪麗亞·斯塔德，87歲，匈牙利-瑞士抒情女高音。[113]
- 西里爾·沃什布魯克，84歲，英國板球運動員。
- 马克·维瑟，46歲，美國計算機科學家，死於肝功能衰竭。[114]

### 28日
- 布蘭登·伯爾斯沃思（Brandon Burlsworth），22歲，美式橄欖球運動員，車禍。[115]
- 羅里·卡爾霍恩（Rory Calhoun），76歲，美國影視演員，編劇和製片人，糖尿病患者。[116]
- 讓-布萊斯·科洛洛（Jean-Blaise Kololo），47歲，剛果政治家和外交官。
- Osvaldo Civile，40歲，阿根廷重金屬吉他手（V8，Horcas）。
- 阿爾夫·拉姆西（Alf Ramsey），79歲，英國足球運動員兼經理（英格蘭伊普斯維奇鎮），患有阿爾茨海默病和前列腺癌。[117]
- 亞瑟·倫納德·肖洛（Arthur Leonard Schawlow），77歲，美國物理學家，與白血病查理斯·湯斯（Charles Townes）共同發明了鐳射。[118]
- 約翰·斯蒂爾斯，64歲，英國特效藝術家（《星球大戰》、《霹靂嬌娃》、《佐羅的面具》），奧斯卡獎得主（1966年、1978年），中風。[119]
- 唐納德·斯圖爾特（Donald E. Stewart），69歲，美國編劇（《失蹤》《追捕紅色十月》《愛國者遊戲》），奧斯卡獎得主（1983年），癌症。[120]
- 羅德里克·索普（Roderick Thorp），62歲，美國小說家（Nothing Lasts Forever），心臟病發作。[121]
- 阿尔沃·维塔宁，75歲，芬蘭越野滑雪運動員和奧運獎牌得主。
- 哈羅德·威爾曼（Harold Wellman），90歲，英裔紐西蘭地質學家。

### 29日
- 萊昂·巴爾津，98歲，比利時裔美國指揮家。[122]
- 萊斯·貝內特，81歲，英格蘭足球運動員。[123]
- 芭芭拉·貝維格，56歲，紐西蘭板球運動員。[124]
- 福斯坦·比林德瓦，扎伊爾總理（1993-1994），心臟病發作而死。
- 伯恩哈德·奎珀，85歲，德國籃球運動員。[125]
- Mohan Gokhale，45歲，印度演員，心臟病發作而死。
- Lojze Kozar，88歲，斯洛維尼亞羅馬天主教神父、作家和翻譯家。
- 奧斯卡·榮格，89歲，瑞典電影演員。
- 埃爾斯佩斯·馬奇，88歲，英國女演員。[126]
- 奧維迪奧·馬丁斯，70歲，佛得角詩人和記者。
- 扎比霍拉·薩法，87歲，伊朗學者。
- Kidar Sharma，89歲，印度電影導演、製片人和編劇。[127]
- 姚雪垠，88歲，中國小說家。

### 30日
- 布魯斯·傑森（Bruce Jesson），紐西蘭記者，作家和政治人物，癌症。[128]
- 潔西嘉·拉爾（Jessica Lal），34歲，印度模特，被謀殺。
- 根本陸夫，72歲，日本棒球捕手和日本職業棒球經理。[129]
- 傑克·希夫（Jack Schiff），89歲，美國漫畫作家和編輯（蝙蝠俠，超人，超人）。[130]
- 達雷爾·斯威特（Darrell Sweet），51歲，英國鼓手（拿撒勒），心臟病發作。